# Métronidazole
Le métronidazole est un antibiotique et antiparasitaire appartenant aux nitroimidazoles. Il inhibe la synthèse des acides nucléiques et est utilisé pour le traitement des infections liées à des bactéries anaérobies ainsi qu'à des protozoaires.
Il est efficace contre, entre autres : les protozoaires Giardia intestinalis, Entamoeba histolytica et Trichomonas vaginalis, les bactéries du genre Clostridium, dont Clostridium difficile et Clostridium perfringens, Helicobacter pylori et les bacilles Gram négatif anaérobies, tels les Bacteroides (dont Bacteroides fragilis (en)), Prevotella, Veillonella et Fusobacterium.
Le métronidazole est utilisé dans le traitement de colites pseudomembraneuses, c'est pourquoi on peut le retrouver associé à d'autres antibiotiques tels que les macrolides apparentés pouvant provoquer ce type de maladie.
Le métronidazole est aussi prescrit pour le traitement des rosacées (type Rozagel) et des télangiectasies.

## Histoire
Une recherche de traitement contre le Trichomonas vaginalis mène aux premiers essais cliniques en 1959 du métronidazole contre ce parasite. Des chercheurs en France montrent l'efficacité de cette molécule contre le parasite, continuant en 1960 avec des études positives au Royaume-Uni confirmant son usage contre le trichomonas.

## Posologie .
Le comprimé de Métronidazole doit être pris lors d’un repas sans boissons alcoolisées (à proscrire pendant le traitement et 24 h après) quotidiennement pendant une durée d'une semaine à dix jours. Cette posologie permet d’éviter les effets secondaires liés à la prise d’antibiotiques.

## Effets secondaires
Il a été montré in vitro que le métronidazole réagissait à température ordinaire avec le glutathion. Sa structure est à comparer avec celle de l'imurel (qui est aussi un nitroimidazole), et il est logique de penser qu'il peut être une source d'immunodéficience. Il peut parfois provoquer une neutropénie ou une thrombopénie. 
Le métronidazole est très amer et a un arrière-goût métallique persistant qui entraîne de l'inappétence et du dégoût pour la nourriture. Il peut provoquer des maux de tête. L'usage à longue durée et à forte dose peut entraîner des neuropathies périphériques. 
Le métronidazole peut provoquer un effet Antabuse : l'association avec l'alcool sous quelque forme que ce soit (y compris sirop antitussif) est à proscrire car elle peut provoquer un flush facial, vasodilatation périphérique intense, sueurs abondantes, nausées, vertige, tachycardie avec hypotension. 
La prise de métronidazole donne une couleur foncée à l'urine.
Le métronidazole potentialise l'action des anti-vitamines K et donc augmente le risque hémorragique.
Grossessedes effets tératogènes et mutagènes ne peuvent être exclus avec certitude. En Belgique, la manipulation et la réalisation de préparations à base de métronidazole sont interdites pendant la grossesse.
Ce médicament ne convient pas aux femmes enceintes ou qui allaitent ni aux patients atteints de maladie du foie, de Crohn, d'anémie ou d'épilepsie.

## Pharmacocinétique

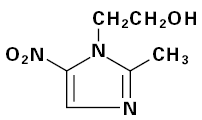
Structure chimique du métronidazole

Le métronidazole peut être administré sous forme orale, intraveineuse ou topique. Sous forme orale, il est absorbé et passe dans la circulation où il a une demi-vie de 6 à 8 heures. Il pénètre dans le liquide cérébrospinal. Il est métabolisé par le foie et d'élimination urinaire.
Comme le métronidazole traverse la barrière placentaire, il faut l'utiliser avec précaution pendant la grossesse. Au Canada, il est particulièrement contre-indiqué durant le 1er trimestre, à moins qu'aucun autre traitement ne soit disponible.

## Spécialités pharmaceutiques à base de métronidazole

### Formes orales
- nom générique : Métronidazole (per os)
- noms commerciaux : Arilin (Suisse), Flagyl comprimés oraux (Belgique, Canada, France, Suisse, Argentine), Metrolag (Suisse), Metronidazol Alpharma (Suisse), Zyrdol (Maroc)
- classe : Antibiotique nitroimidazole

### Formes parentérales
- nom générique : Métronidazole (parentéral)
- noms commerciaux : Flagyl pour perfusions (Belgique, France) réservées à l'usage hospitalier, Metrolag (Suisse), Métronidazole i.v. B. Braun (Suisse), Métronidazole générique (Baxter, Biosedra, Braun, Lavoisier, Maco Pharma, Merck) (France)
- classe : Antibiotique nitroimidazole

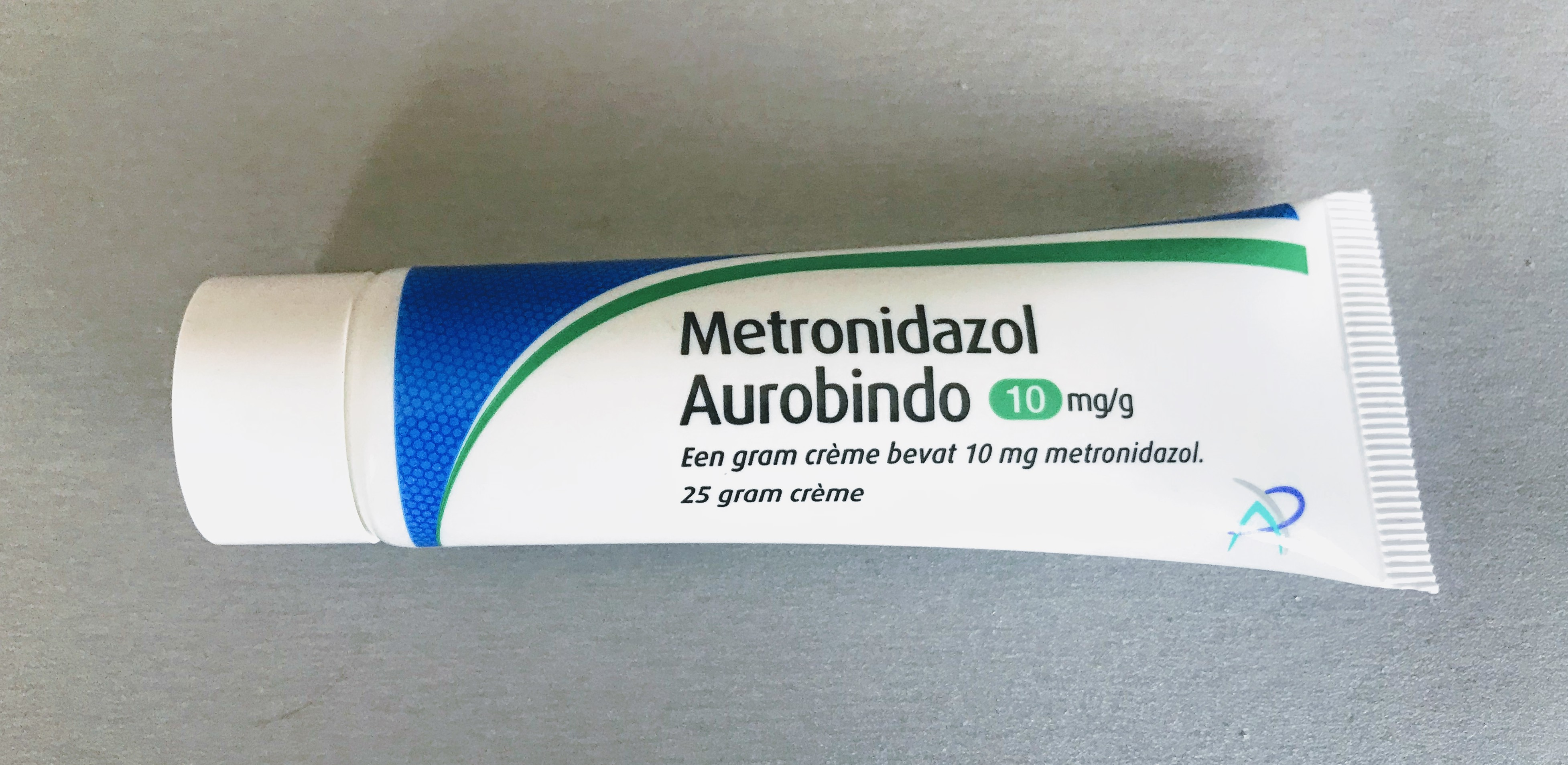
Tube du produit, en forme de crème

### Formes topiques

#### Formes dermiques
- nom générique : Métronidazole (dermique)
- noms commerciaux : Périlox et Périlox-color (Suisse), Rosalox (Suisse), Rosiced (France), Rozacreme (France), Rozagel (France), Rozex (Belgique, France, Suisse) (réservé au traitement de l'acné rosacée ; usage interdit pendant la grossesse)
- classe : Antibiotique nitroimidazole

#### Formes vaginales
- nom générique : Métronidazole (topique vaginal)
- noms commerciaux : Ovules Flagyl (Belgique, France, Suisse)
- classe : Antibiotique nitroimidazole

#### Divers: usage dentaire
- nom générique : Métronidazole (usage dentaire)
- noms commerciaux : Collazole (France), Gel dentaire Elyzol (France, Suisse), Grinazole (France), Imizine (France), Metrocol (France), Metrogene. Non commercialisé pour cet usage en Belgique
- classe : Antibiotique nitroimidazole

## Divers
Le métronidazole fait partie de la liste des médicaments essentiels de l'Organisation mondiale de la santé (liste mise à jour en avril 2013).